# 장기신용은행
장기신용은행은 장기 금융을 전문으로 실시하는 은행으로, 다음과 같은 뜻이 있다.
- 한국장기신용은행
- 일본장기신용은행(일본어판)

## 같이 보기
- 제목에 "장기신용은행" 항목을 포함한 모든 문서

| Disambiguation icon | 이 문서는 명칭이 같고 같은 종류에 속하는 여러 대상을 연결하는 색인 문서입니다. |